# Опруц, Рауль
Рауль Мариан Опруц (рум. Raul Marian Opruț; род. 4 января 1998, Карансебеш, Караш-Северин) — румынский футболист, защитник клуба «Кортрейк» и национальной сборной Румынии. Выступает на правах аренды за бухарестское «Динамо».

## Карьера

### Начало карьеры
Воспитанник футбольной академии румынского клуба «Банатул». В 2014 году перешёл в структуру итальянского клуба «Кьево», где продолжил выступать за юношеские команды. В конце августа 2016 года перешёл в «Дженоа», однако на правах арендного соглашения остался в «Кьево», где был игроком юношеской команды клуба в возрастной категории до 19 лет. Также футболист 23 апреля 2017 года попал в заявку основной команды клуба на матч против «Торино». По окончании сезона покинул клуб и присоединился к «Дженоа». В клубе футболист также стал игроком юношеской команды до 19 лет, в мае 2018 года пару раз также попав в заявку основной команды на матчи Серии A.

### «Альбиссола 2010»
В июле 2018 года футболист на правах арендного соглашения присоединился к итальянскому клубу «Альбиссола 2010» до конца сезона. Дебютировал за клуб 19 сентября 2018 года в матче против клуба «Ольбия», выйдя на поле в стартовом составе. Первым результативным действием за клуб отличился 11 ноября 2018 года в матче против молодёжной команды «Ювентуса», отдав голевую передачу. На протяжении всего сезонна был одним из ключевых игроков клуба, который покинул по окончании срока арендного соглашения.

### «Германштадт»
В июле 2019 года футболист на правах свободного агента перешёл в румынский клуб «Германштадт». Дебютировал за клуб 28 июля 2019 года в матче против клуба «Вииторул», выйдя на поле в стартовом составе. Первым результативным действием за клуб отличился 1 сентября 2019 года в матче против клуба «Киндия Тырговиште», отдав голевую передачу. Футболист смог быстро закрепиться в основной команде румынского клуба, вместе с которым вылетел в турнир за сохранение места в румынском чемпионате, где заняли второе итоговое место. Всего за сезон отличился 3 результативными передачами.
Новый сезон за клуб футболист начал 29 августа 2020 года с матча против клуба «Клинчени», выйдя на поле в стартовом составе. Дебютный гол за клуб забил 10 января 2021 года в матче против клуба «Вииторул». По итогу сезона футболист снова отправился на турнир за сохранение места в румынском чемпионате, где остановился в зоне стыковых матчей. В рамках стыковых матчей футболист вместе с клубом по сумме встреч уступили клубу «Миовени» и вылетели во Вторую лигу. За сезон футболист успел отличиться своим единственным забитым голом.
Свой первый матч в рамках румынской Второй лиги сыграл 31 июля 2021 года против клуба «Бузэу», выйдя на поле в стартовом составе. Первым результативным действием за клуб отличился 23 октября 2021 года в матче против клуба «1599 Шелимбар», отдав голевую передачу на последних минутах, благодаря которой удалось одержать победу. Первым в сезоне забитым голом отличился 21 ноября 2021 года в матче против клуба «Астра», также отличившись дублем из результативных передач. По итогу основного этапа чемпионата футболист вышел в финальных этап, где по итогу стал серебряным призером Второй лиги, вернувшись в румынскую Суперлигу. Всего за сезон футболист отличился забитым голом и 4 результативными передачами.
Первый матч в новом сезоне за клуб сыграл 15 июля 2022 года против клуба «Миовени», выйдя на поле в стартовом составе. Первым результативным действием за клуб в сезоне отличился 10 декабря 2022 года в матче против клуба «Фарул», отдав голевую передачу. По итогу сезона футболист вместе с клубом в очередной раз вылетели в турнир за сохранение места в чемпионате. Первый гол в сезоне забил 9 апреля 2023 года в матче против клуба «Киндия Тырговиште». Вместе с клубом смог сохранить прописку в высшем дивизионе, заняв итоговое шестое место. Летом 2023 года начинал сезон в составе румынского клуба, сыграв 2 матча.

### «Кортрейк»
В конце июля 2023 года футболист перешёл в бельгийский клуб «Кортрейк», с которым подписал трёхлетнее соглашение. Дебютировал за клуб 6 августа 2023 года в матче против клуба «Сент-Трюйден», выйдя на поле в стартовом составе. Однако закрепиться в основной команде у футболиста не вышло, почти сразу же отправившись на скамейку запасных, перестав получать игровую практику, а позже и вовсе выбыв из распоряжения клуба, за первую половину сезона появившись на поле лишь в 3 матчах, результативными действиями не отличившись.

#### Аренда в «Германштадт»
В январе 2024 года футболист на правах арендного соглашения вернулся в румынский клуб «Германштадт» до конца сезона. Первый матч за клуб футболист сыграл 28 января 2024 года против клуба «Ботошани», выйдя на поле в стартовом составе. Первым забитым голом за клуб футболист отличился 17 марта 2024 года в матче против бухарестского «Динамо».

## Международная карьера
В марте 2016 года футболист получил вызов в юношескую сборную Румынии до 19 лет. Дебютировал за сборную 30 марта 2016 года в товарищеском матче против сборной Молдавии. В сентябре 2020 года футболист в составе молодёжной сборной Румынии отправился на квалификационные матчи молодёжного чемпионата Европы. Дебютировал за сборную 8 сентября 2020 года в матче против сборной Мальты. В марте 2021 года вместе со сборной отправился на молодёжный чемпионат Европы, однако все матчи провёл на скамейке запасных.
В ноябре 2022 года футболист получил вызов в национальную сборную Румынии. Дебютировал за сборную 17 ноября 2022 года в товарищеском матче против сборной Словении.